# TASS
Rosyjska Agencja Informacyjna TASS (ros. Информационное агентство России ТАСС, Informacyonnoje Agientstwo Rossii TASS) – centralna agencja prasowa ZSRR i Federacji Rosyjskiej.
Telegraficzna Agencja Związku Radzieckiego (Телеграфное агентство Советского Союза, Tielegrafnoje Agientstwo Sowietskogo Sojuza, TASS) została założona 10 lipca 1925 roku jako następczyni istniejącej od 1904 roku Rosyjskiej Agencji Telegraficznej. Agencja publikowała krajowy i zagraniczny serwis informacyjny, prezentując w nim oficjalne stanowisko władz radzieckich, obowiązujące także we wszystkich krajach bloku radzieckiego.
W styczniu 1992 połączono TASS i Rossijskoje informacyonnoje agientstwo-Nowosti (RIA-Nowosti), tworząc Informacyjną Telegraficzną Agencję Rosji-TASS (Informacyonnoje Tielegrafnoje Agientstwo Rossii-Tielegrafnoje Agientstwo Suwieriennych Stran, ITAR-TASS). 1 października 2014 roku agencja powróciła do dawnej radzieckiej nazwy TASS.